# Берёзова, Светлана Олеговна
Светлана Олеговна Берёзова  — заслуженный мастер спорта России по киокусинкай, обладатель 4 дана кёкусинкай каратэ. На сегодняшний день – самая титулованная действующая спортсменка женской сборной Кемеровской областной федерации. Родилась 29 августа 1988 года. Начала заниматься каратэ с 11 лет. Учась в начальных классах, старалась найти себе увлечение в различной деятельности - ходила на танцы (3 года), занималась аэробикой, баскетболом (получила 3 спортивный разряд, участвовала в городских и областных соревнованиях).
Самые первые соревнования проводились в г. Кемерово. Проходил городской турнир в Кировском районе. Было два боя - один выиграла, а второй проиграла и заняла третье место. Затем, на последующих турнирах, городского и областного уровнях, занимала только призовые места. Самый серьёзные соревнования – «Первенство России по Юниоркам» в 2005 г в г.Волгограде, где стала серебряным призёром.
Стала серебряным призёром на Чемпионате России в г. Санкт-Петербурге 2007 г. - это же первое выступление по взрослым. После чего вошла в состав Сборной России. В этом же году представляла команду на Чемпионате Европы в г. Самара и получила бронзу. Чемпионат России 2008 год г. Чебоксары - первое место.
В Москве прошёл открытый чемпионат Европы по каратэ кёкусин-кан. В этих соревнованиях приняли участие спортсмены разных школ и направлений, видов восточных единоборств. Наша школа Кузбасса представила 3 человек, все заняли призовые места, Светлана завоевала серебро.

## Достижения
6-ти кратная призёрка Кубка России 
г. Кемерово (22.10.2006) – 1 место 
Кубок России среди женщин - г. Барнаул (10.11.2007) – 1 место 
Кубок России среди женщин - г. Барнаул (06.12.2009) – 2 место 
Кубок России среди женщин - г. Кемерово (21.11.2010) – 1 место 
Кубок России среди женщин - г. Новосибирск(17.12.2011 г.) - 1 место 
Кубок России среди женщин - г. Новосибирск (22.12.2012 г) - 1 место 
Всероссийский турнир «Самарский мастер» - г. Самара (03.10.2010) – 1 место 
4-х кратная чемпионка России, 7-ти кратный призёр Чемпионата России 
Чемпионат России среди женщин – г. Санкт-Петербург (10.02.2007) – 2 место 
Чемпионат России среди женщин – г. Чебоксары (24.02.2008) – 1 место 
Чемпионат России среди женщин – г. Руза (02-03.04.2011) – 3 место 
Чемпионат России среди женщин – г. Кемерово(22.04.2012)- 1место 
Чемпионат России среди женщин - г. Брянск (23-24.02.2013)- 1 место 
Чемпионат России среди женщин - г. Москва (5-6.04.2014)- 1 место 
Чемпионат России среди женщин - г. Луховцы (2017г.) - 3 место 
Чемпионка Всероссийских отборочных соревнований на Чемпионат мира KWU 2013, Москва; 
4-х кратная призёрка Чемпионата Европы 
Чемпионат Европы среди женщин – г. Самара (19.05.2007) – 3 место 
Чемпионат Европы среди женщин – г. Москва (27-28.09.2008) – 2 место 
Чемпионат Европы по кекусин-кан – г. Ереван (23. 09.2012 ) - 3 место 
Серебряный призёр Чемпионата мира 2013 года /Лондон/Кроули; 
Чемпионка Мира KWU, 2013, Болгария / София. 
Чемпионка Международного турнира "Чемпионат Евразии", 2013 
Серебряный призёр Чемпионата Европы 2014, Болгария, Самоков 
Чемпионка 1-Й ОТКРЫТЫЙ ЧЕМПИОНАТ АЗИИ ПО КЕКУШИНКАЙ.KWF. Астана KZ 2017 